# Commission des libérations conditionnelles du Canada
La Commission des libérations conditionnelles du Canada (CLCC) (anciennement appelée Commission nationale des libérations conditionnelles) est une agence du gouvernement fédéral qui dépend du ministère de la Sécurité publique. Son mandat fut d'assurer la sécurité publique en rendant des décisions sur la libération des individus incarcérés suivant une condamnation criminelle.

## Mandat
La CLCC a été créée en 1959 avec la Loi des libérations conditionnelles, amendée par la suite en Loi sur le système correctionnel et la mise en liberté sous condition. En plus d'être défini par cette loi, le mandat de la CLCC est également régi par le Code criminel, la Loi sur le casier judiciaire, les Lettres patentes, la Loi sur la protection des renseignements personnels et la Loi sur l'accès à l'information.
La CLCC est un tribunal administratif indépendant qui possède l'autorité exclusive, en vertu de la Loi des libérations conditionnelles, d'accorder, de refuser, d'annuler ou de révoquer une semi-liberté ou une libération conditionnelle totale. En outre, la Commission peut aussi accorder, refuser ou révoquer une suspension du casier en vertu de la Loi sur le casier judiciaire et du Code criminel.
Le président de la CLCC rend compte au Parlement par l'entremise du ministre de la Sécurité publique et de la Protection civile. En raison du statut d'organisme indépendant dont jouit la CLCC, le ministre n'a pas le pouvoir légal de donner des directives au président ni aux autres membres de la Commission dans le cadre de l'exercice de leur pouvoir décisionnel au sujet de la mise en liberté sous condition de délinquants.
Le budget annuel de la CLCC est de 43 000 000 $. Outre le bureau principal situé à Ottawa, la commission a des bureaux à Moncton, Montréal, Kingston, Saskatoon, Edmonton et Abbotsford.
En vertu de la Loi sur le système correctionnel, qui régit les établissements pénitentiaires fédéraux, les provinces et les territoires peuvent aussi établir leur propre commission des libérations conditionnelles pour les délinquants condamnés à une peine de prison de moins de deux ans. En 2013, seuls l'Ontario et le Québec disposent de leur propre commission.
Au Canada, le fait d'enfreindre les conditions d'une libération conditionnelle ne constitue pas une infraction pénale. Même si des mandats de recherche sont émis pour des détenus en fuite, ceux-ci ne sont souvent retrouvés qu'à l'occasion de leur arrestation pour un autre crime.

## Libération conditionnelle au Canada
Tout prisonnier est admissible à une libération conditionnelle vu que le Canada n'a pas de peine de prison à vie. Le délinquant doit passer un certain temps en prison, selon l'importance de son crime. Dans la vaste majorité des cas, cette période est égale au tiers de la sentence imposée. Une libération conditionnelle n'est cependant pas automatique. En prenant sa décision, la commission doit, d'abord et avant tout, considérer la protection du public. Arrivent en second, les considérations sur la réintégration, la réhabilitation et la compassion. On est éligible à une libération conditionnelle après une période de 10 à 25 ans de prison en cas de meurtre et 7 ans pour les autres sentences à durée indéterminée.

## Critiques et controverses
La CLCC a été critiquée pour ce qui a été perçu comme un manque de jugement dans le traitement de certains cas. On cite à titre d'exemple les cas suivants.
- Conrad Brossard purgeait deux peines de prison à vie pour un meurtre et deux tentatives de meurtre, commises alors qu'il avait bénéficié d'une libération conditionnelle. En 2002, la CLCC lui accorda une nouvelle libération conditionnelle, au cours de laquelle il viola et tua Cécile Clément. Lors de la révision de cette affaire, la CLCC conclut que « la CLCC n'a aucune critique à émettre en ce qui a trait à ce plan de libération[3] ».
- Chad Bucknell a obtenu une libération conditionnelle en 2002, six ans après avoir été condamné à une peine de prison à vie pour avoir tué quatre personnes. Il a disparu et n'a été repris qu'en 2004. Malgré cela, il a de nouveau obtenu une libération conditionnelle en 2006 et n'a pas été arrêté depuis lors[4].

La CLCC se défend en signalant que, entre 1995 et 2000, plus de 70 % des 11 466 délinquants libérés de façon conditionnelle ont purgé leur peine avec succès tandis que 16 % ont vu leur libération révoquée pour avoir manqué aux conditions et 12,5 % pour avoir commis un nouveau crime. En outre, la commission note que sur la même période de cinq ans, plus de 16 000 prisonniers ont bénéficié d'une semi-liberté (day parole) et que, de ce nombre, 83 % ont rempli les conditions imposées tandis qu'elle était révoquée dans 12 % des cas pour manquement aux conditions, et dans 5,7 % des cas pour commission d'un nouveau crime.
Même si les services correctionnels insistent sur le fait que les incidents dont rares, un rapport de l'Association canadienne des policiers a établi que, entre 1998 et 2003, 66 personnes ont été tuées par des détenus jouissant d'une libération conditionnelle.
En 2003, on estimait avoir perdu la trace de plus de 800 délinquants fédéraux et plus de 1100 délinquants provinciaux jouissant d'une libération conditionnelle.
En 2011, l'escroc notoire Vincent Lacroix a été relâché après avoir purgé une peine de 18 mois de prison sur une sentence de 13 ans, pour avoir escroqué plus de 100 millions $. Les articles 125 et 126 de la Loi sur les libérations conditionnelles prévoient en effet que des criminels non violents puissent jouir d'une libération conditionnelle après avoir purgé un sixième de leur peine. En réponse au mouvement d'indignation publique, le gouvernement conservateur, appuyé par le Bloc québécois, a modifié la loi de façon à mettre fin à ce régime de libération anticipée pour les crimes non violents.

## Poursuites
Divers cas de libération conditionnelle ont fait l'objet de poursuites judiciaires. 
- Gladys Abramenko a poursuivi la CLCC après qu'elle eut été violée et son mari assassiné par Eric Fish, qui s'était fait accorder une libération conditionnelle dans une maison de transition en dépit du fait qu'il purgeait une peine de prison à vie pour meurtre et qu'il avait été diagnostiqué comme souffrant de tendances criminelles et anti-sociales[6]. Elle a obtenu un règlement à l'amiable de la part du criminel et des diverses agences responsables, notamment la GRC, Service correctionnel du Canada, la CLCC et la John Howard Society[7].